# Kornhorn
Kornhorn est un village de la commune néerlandaise de Westerkwartier, situé dans la province de Groningue. 

## Géographie
Le village est situé à 20 km à l'ouest de Groningue, près de la limite avec la Frise.

## Histoire
Kornhorn fait partie de la commune de Doezum avant le 1er janvier 1930, date à laquelle il devient une commune à part entière. Le 1er janvier 2019, elle est rattachée à la nouvelle commune de Westerkwartier.